# 羅敏申

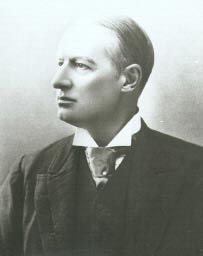
羅敏申爵士

威廉·克利弗·法朗西斯·羅敏申 爵士 GCMG FRGS（1834年1月14日—1897年5月2日），英國殖民地總督，歷任福克蘭群島總督（1866–1870）、愛德華王子島副總督（1873–1874）、西澳洲總督（1875–1877）、海峽殖民地總督（1877–1879）、西澳洲總督（1880–1883）、南澳洲總督（1883–1889）、西澳洲總督（1890–1891）。位於新加坡核心商業區的羅敏申路就以他命名。